# 카페 테아르트
카페 테아르트(Café-théâtre)는 논쟁적인 주제의 강연이나 실험 연극을 하는 카페 또는 카바레이다.
원래 카페 티아르트는 사람들이 안경을 쓰는 카페나 카바레 또는 심지어 카페나 카바레 자체의 작은 방이었다. 이러한 안경은 대부분 틀에 얽매이지 않거나 제한된 수단이었으며 일반적인 연극 표현에서부터 노래 투어, 심지어 즉흥 연극에 이르기까지 다양할 수 있다.
버나드 다 코스타(Bernard Da Costa)는 1966년 로열 카페(Royal Café)에서 최초의 파리지앵 카페-테아트르를 만들었다. 데렉 우드워드는 1980년대 중반에 카페 테아르트(Cafe Theatre)라는 순회 극단을 설립했다. 중동 및 극동 지역의 브리티시 에어웨이즈 플레이하우스(British Airways Playhouse) 프로덕션과 경쟁하는 디너 시어터 앙상블이었다.